# Jackowice
Jackowice – wieś w Polsce, położona w województwie łódzkim, w powiecie łowickim, w gminie Zduny.

## Integralne części wsi
| SIMC    | Nazwa               | Rodzaj    |
| ------- | ------------------- | --------- |
| 0739774 | Jackowice nad Szosą | część wsi |
| 0739780 | Nowa Wieś           | część wsi |
| 0739797 | Parcela             | część wsi |
| 0739805 | Za Koleją           | część wsi |

## Historia
Wieś duchowna położona była w drugiej połowie XVI wieku w powiecie orłowskim województwa łęczyckiego. Była wsią klucza zduńskiego arcybiskupów gnieźnieńskich.
Po rozbiorach Polski miejscowość znalazła się w zaborze rosyjskim. Jako dwie wsie Jackowice prymasowskie i pijarskie leżące w gminie Bąków powiat łowicki opisał ją XIX wieczny Słownik geograficzny Królestwa Polskiego. Jackowice pijarskie były folwarkiem i stanowiły wieczystą dzierżawę zakonu pijarów. Liczyły wówczas 428 morg obszaru w tym: 120 morg obsianych pszenicą, 16 żytem, 34 łąk, 95 pastwisk oraz 15 nieużytków. oraz 37 nieużytków. W 1897 roku we wsi było 10 zabudowań dworskich, które zamieszkiwało 107 osób wyznania katolickiego.
Jackowice prymasowskie należały początkowo do biskupów gnieźnieńskich, a w 1881 były już własnością chłopów. Liczyły wówczas w sumie 842 morg włościańskich w tym 250 obsianych pszenicą, 356 żytem, 25 morg łąk, 200 pastwisk i 21 nieużytków. Wieś była kolonią, w której znajdował 1 dom dworski oraz 24 domy kolonistów. Miejscowość w 1879 roku zamieszkiwało 296 katolików wśród nich 40 osadników i 249 mieszkańców.
W czerwcu 1956 roku tutejszą spółdzielnię produkcyjną odwiedził przebywający z wizytą państwową w PRL następca tronu Kambodży książę Norodom Sihanouk.
W latach 1975–1998 miejscowość administracyjnie należała do województwa skierniewickiego.